# Hotel Fürstenhof (Leipzig)

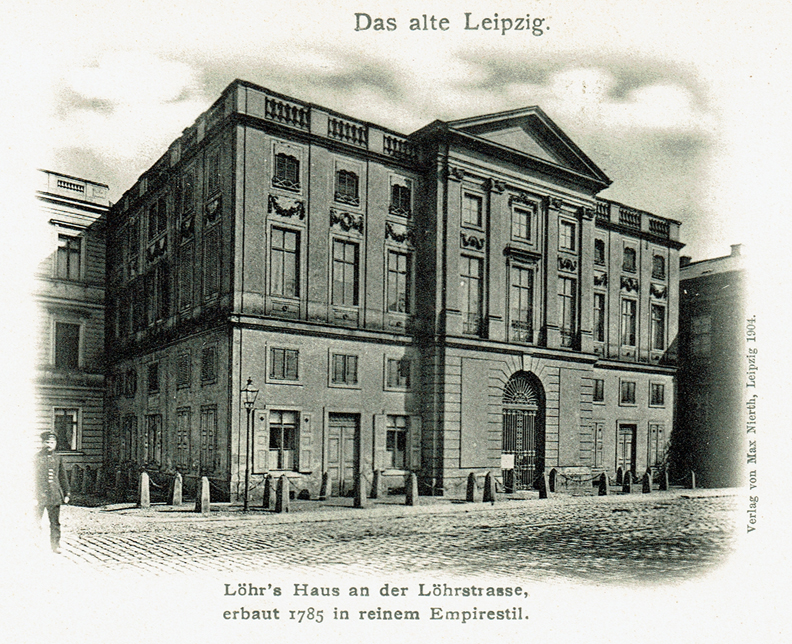
Löhrs Haus, vor 1889

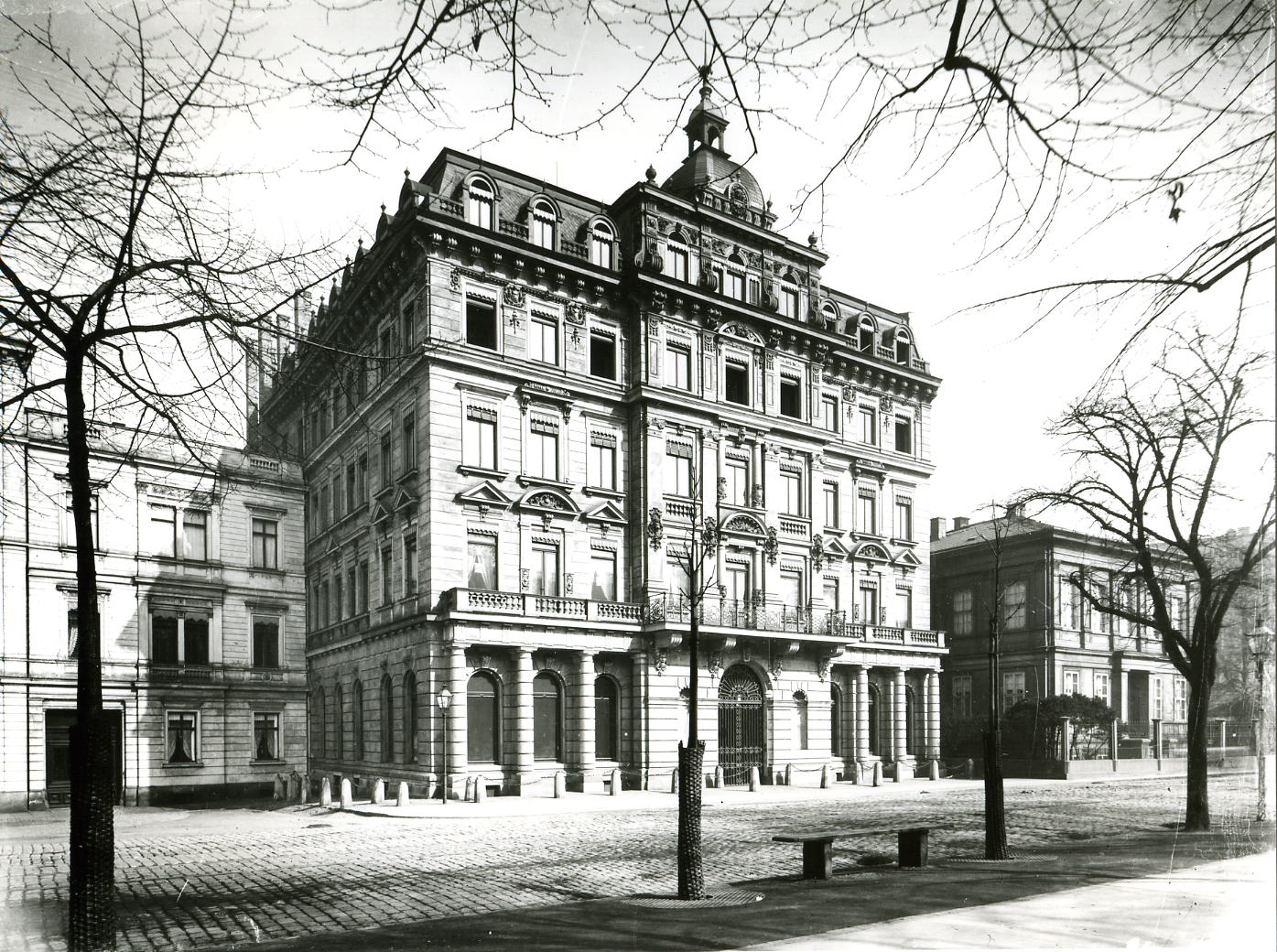
Hotel Fürstenhof, um 1900

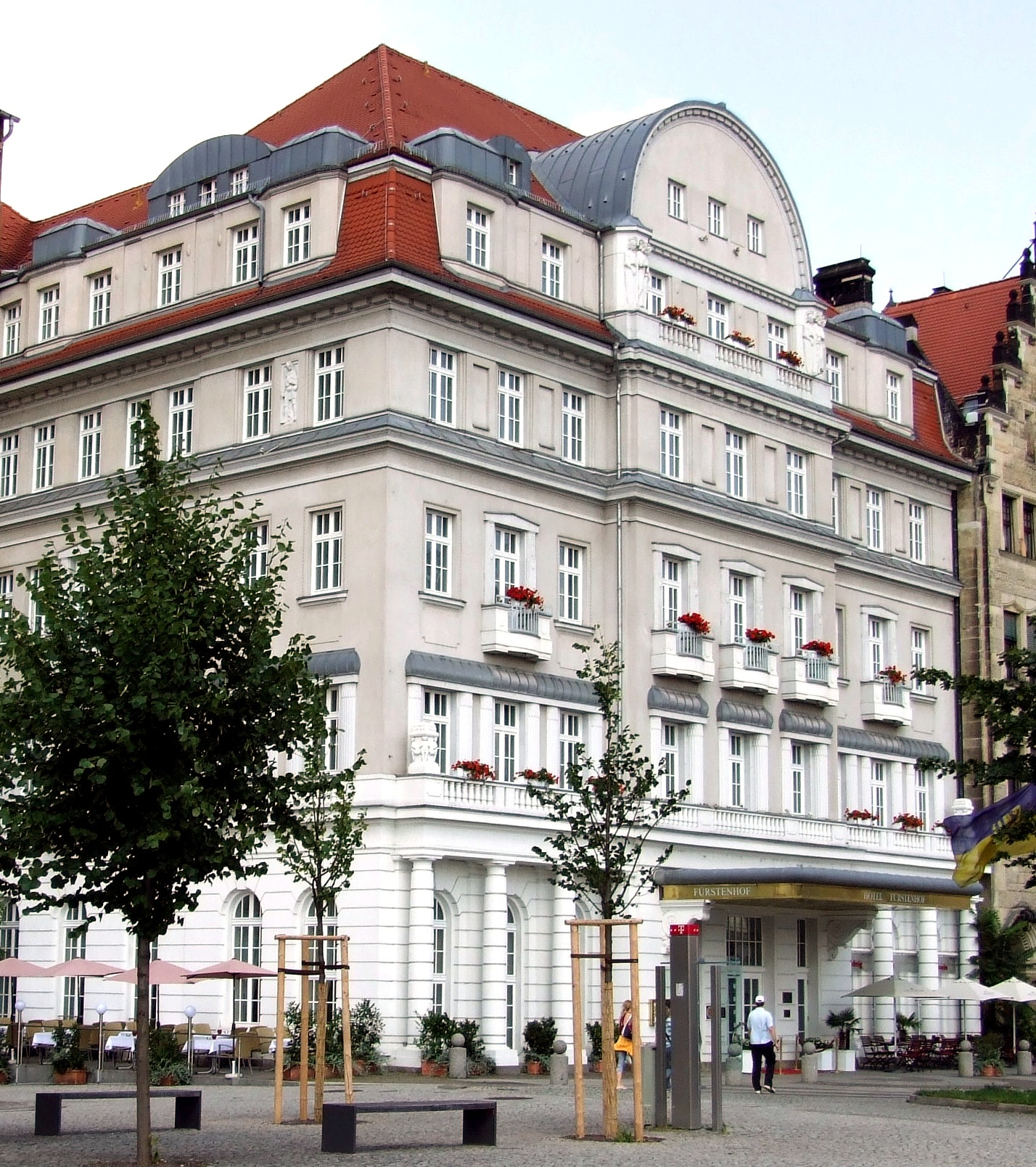
Hotel Fürstenhof, 2008

Das Hotel Fürstenhof ist das älteste Luxushotel in Leipzig. Der Ursprungsbau Löhrs Haus am heutigen Tröndlinring 8 stammt aus dem Jahr 1771, seit 1890 wird es – verbunden mit mehreren Um- und Ausbauten – als Hotel betrieben. Seit 2018 ist das Haus im Besitz der Vicus Group AG, zudem war es Mitglied der Leipzig Hotel Alliance. Von März 2021 bis 2025 Sanierung, seit 2025 Lumière Boutique-Hotel im Fürstenhof.

## Geschichte

### Vorgeschichte bis 1890
1770/1771 ließ sich der Leipziger Bankier Eberhard Heinrich Löhr nördlich der Altstadt und schräg dem Alten Theater gegenüberliegend durch Johann Carl Friedrich Dauthe ein klassizistisches Stadtpalais als Wohnhaus erbauen und auf dem dahinterliegenden Grundstück den großzügig nach englischem Vorbild angelegten Löhrs Garten errichten. Bis 1886 waren das Haus und der zwischenzeitlich während der Völkerschlacht weitestgehend zerstörte Garten im Besitz der Familie Löhr und deren Nachkommen Keil. Der letzte private Besitzer aus der Familie, Adolph Keil, ließ 1865 im ersten Obergeschoss einen Speisesaal errichten, der fast vollständig mit Zöblitzer Serpentin, dem sogenannten Sächsischen Marmor, ausgekleidet war. Für den Umbau war der Architekt Moritz Münch verantwortlich; weltweit dürfte der Raum der einzige dieser Art sein.
Nachdem Adolph Keil bereits ab 1870 Teile des Gartens veräußerte, wurde 1886 das komplette Areal von der Leipziger Immobiliengesellschaft aufgekauft. Ein Großteil des bis zur Parthe reichenden Gartens wurde parzelliert und neubebaut.

### Geschichte 1890–1945
1889/1890 wurde das Stadtpalais unter dem Architekten Franz Hannemann zu einem Hotel umgebaut, der Grundriss mit Innenhof des Löhrschen Hauses blieb bis auf einen kleineren Anbau erhalten. Dem Haus wurde hier eine Renaissance-Fassade vorgesetzt, die bis 1912 bestehen blieb. Zwischen 1890 und 1911 wechselten mehrfach die Betreiber des Hotels, ab 1911 stieg das Haus unter dem Besitzer Armin Fischer-Brill zu einer der ersten Hotel-Adressen Leipzigs auf. 1912/1913 wurde das Gebäude durch den Tauchaer Architekten Hermann Günther umfassend im Jugendstil umgebaut und erweitert, zum einhundertsten Jahrestag der Völkerschlacht wurde es am 18. Oktober 1913 unter dem neuen Besitzer Mathias Erwig wiedereröffnet. Das Haus wurde aufgestockt und durch einen neuen Trakt in Richtung Innenhof bis zur Löhrstraße verlängert, der Serpentin-Speisesaal wurde in das Erdgeschoss verbracht. Damit erhielt das Gebäude seine heutige Grundfläche. In der ersten Hälfte des 20. Jahrhunderts entwickelte es sich zu einem der führenden Hotels des Deutschen Reiches, das zahlreichen Prominenten und angesehenen Messegästen Quartier bot. Das Hotel hatte zu dieser Zeit 140 Zimmer (davon 80 innenliegende und 40 mit Privatbädern), die alle mit fließendem Kalt- und Warmwasser sowie Telefonen ausgestattet waren. Zudem standen den Gästen mehrere Suiten, Privatwohnungen genannt, zur Verfügung. Im kompletten Innenbereich war eine moderne Lüftungsanlage verbaut, die Gäste konnten in den einzelnen Zimmern die Frischluftzufuhr in Sachen Temperatur selbst regulieren und wenn gewünscht aus acht verschiedenen Duftnoten wählen. Auf der linken Seite des Erdgeschosses etablierte sich in jenen Jahren das Café Fürstenhof, auf der rechten Seite waren die Leipziger Weinhallen zu finden.
Ab 1940 fanden jüdische Bürger Leipzigs im Hotel Unterschlupf vor Zugriffen der Nationalsozialisten.

### Geschichte 1945 bis heute
Nach der Besetzung Leipzigs durch die 3. US-Armee im April 1945 diente das Gebäude zunächst als lokales Hauptquartier der US-Streitkräfte. Kurze Zeit später wurde es als Hotel wiedereröffnet, nach der Enteignung Erwigs im Jahr 1949 erhielt es den Namen Hotel International. Zunächst gehörte es wenige Jahre der Intourist-, ab 1951 der HO- und ab 1965 als Hotel der Interhotel-Gruppe an. Bis zur vorübergehenden Schließung am 20. Dezember 1990 galt der Fürstenhof als eines der renommiertesten Hotel Leipzigs und der DDR. Im Februar 1991 erwarb Jürgen Schneider das Hotel und führte dieses bis zum 31. Juli 1992 weiter. 1993 übernahm die Münchener Immobiliengesellschaft Plottos das Hotel, die das Gebäude zwischen 1993 und 1996 sanierte und erweiterte, denkmalgerecht unter anderem mit Aus- und Rückbauten.
1996 wurde das Haus als 5-Sterne-Superior-Hotel wiedereröffnet und an die Hotelgruppe Kempinski übergeben. Das Haus war zu dem Zeitpunkt das kleinste Hotel in der Gruppe. Bis 2000 hieß es Hotel Fürstenhof Kempinski Leipzig. Im Jahr 2000 übernahm Starwood, ein Tochterunternehmen von Marriott International, das Hotel und führte es seitdem unter der Marke The Luxury Collection mit seinem früheren Namen Hotel Fürstenhof, Leipzig. Seit Oktober 2018 ist das Hotel im Besitz der in Leipzig ansässigen und auf Gewerbeimmobilien spezialisierten Vicus Group AG.
Die bisherigen Umbauten stehen in der Tradition des Hotels, Suiten und Säle des Hauses richten sich nach historischen Vorbildern und nach lokalen Ereignissen. Insgesamt stehen Gästen in dem Fünf-Sterne-Hotel 96 Zimmer zur Verfügung.
Bedingt durch die COVID-19-Epidemie war das Hotel im März 2021 geschlossen. Seitdem wurden umfangreiche Umbau- und Renovierungsarbeiten durchgeführt. 2025 ist das Haus als Lumière Boutique-Hotel im Fürstenhof wieder eröffnet worden.